# Chiesa di San Rocco (Vicenza)
La chiesa di San Rocco è un edificio religioso rinascimentale di Vicenza, sito in Contra' Mure San Rocco. Fu costruita alla fine del XV secolo, assieme all'annesso convento che ospitò prima i Canonici regolari di San Giorgio in Alga, poi XVII secolo le Carmelitane "teresine", quindi dai primi dell'Ottocento un brefotrofio.

## Storia

### Epoca moderna: la chiesa e il monastero
Quasi addossata alle mura scaligere da poco costruite, la chiesa fu iniziata nel 1485 a seguito di una deliberazione del consiglio comunale, probabilmente per un voto cittadino collegato a uno dei tanti episodi di peste, nel luogo in cui già sorgeva un oratorio o un'edicola sacra dedicata a san Rocco, protettore degli appestati. La costruzione poté contare, oltre che su di un primo finanziamento di 100 ducati erogati dal Comune, anche sulle multe inflitte ai macellai che trasgredivano le norme sanitarie e sulle offerte o i lasciti testamentari di privati cittadini, esponenti delle famiglie ricordate negli stemmi dipinti sul catino absidale ai lati dello stemma cittadino e nelle epigrafi funerarie della chiesa.
L'architettura rinascimentale, non in uso all'epoca negli edifici sacri vicentini, rimanda a un "eccellente architetto", come appare scritto in un documento coevo, per cui si può pensare a Lorenzo da Bologna, attivo a quel tempo in città. Verso il 1530 la chiesa venne prolungata verso oriente e fu edificata una nuova facciata.
Quasi contemporaneamente alla chiesa si iniziò a costruire anche l'annesso monastero, dove nel 1486 si costituì - sempre su richiesta del Comune di Vicenza - una comunità di Canonici regolari di San Giorgio in Alga - una congregazione religiosa sorta a Venezia alla fine del XIV secolo) - detti Celestini dal colore dell'abito, per la maggior parte trasferiti dall'abbazia di Sant'Agostino e che qui risiedettero fino al 1668.
Si trattava di una congregazione che veniva alimentata da giovani provenienti da famiglie patrizie, dotati di una forte spiritualità e una fama di santità che attirava numerose vocazioni; il monastero di Vicenza non vide però mai più di una decina di monaci. Nel 1668 papa Clemente IX, spinto dal bisogno di trovare finanziamenti per la guerra di Candia contro i Turchi, soppresse l'intera congregazione, devolvendone i beni alla Repubblica di Venezia.
Ai Canonici subentrarono nel dicembre 1670 le Carmelitane "calzate" di San Zaccaria di Venezia, dette le Teresine, che avevano acquistato all'asta il monastero con le due pertinenze. A differenza di loro predecessori, esse costituirono una comunità piuttosto numerosa, e questo nonostante che per l'ammissione al monastero le famiglie dovessero versare una consistente dote patrimoniale, non certo alla portata di tutte. In questo modo la comunità monacale poté non solo estendere le sue proprietà immobiliari, ma anche erogare frequenti e cospicui prestiti e dotare la chiesa e il monastero di pregevoli arredi e di opere d'arte.
I resoconti redatti dai vescovi nel corso delle loro visite pastorali esprimono giudizi positivi sulla vita monastica a San Rocco, ordinata e tranquilla, con ampio spazio riservato alla liturgia, alla preghiera personale, al lavoro, all'educazione di giovani fanciulle che provenivano dall'esterno. Le monache vi rimasero fino al 1806 quando, dopo il ritorno a Vicenza dei francesi, dovettero andarsene nel convento di San Domenico. Nel 1810 poi, come tutte le altre corporazioni religiose della città, anche quella di San Rocco fu soppressa dai decreti napoleonici e tutti i beni furono demanializzati e incamerati dal Comune.

### Età contemporanea: la Casa degli Esposti

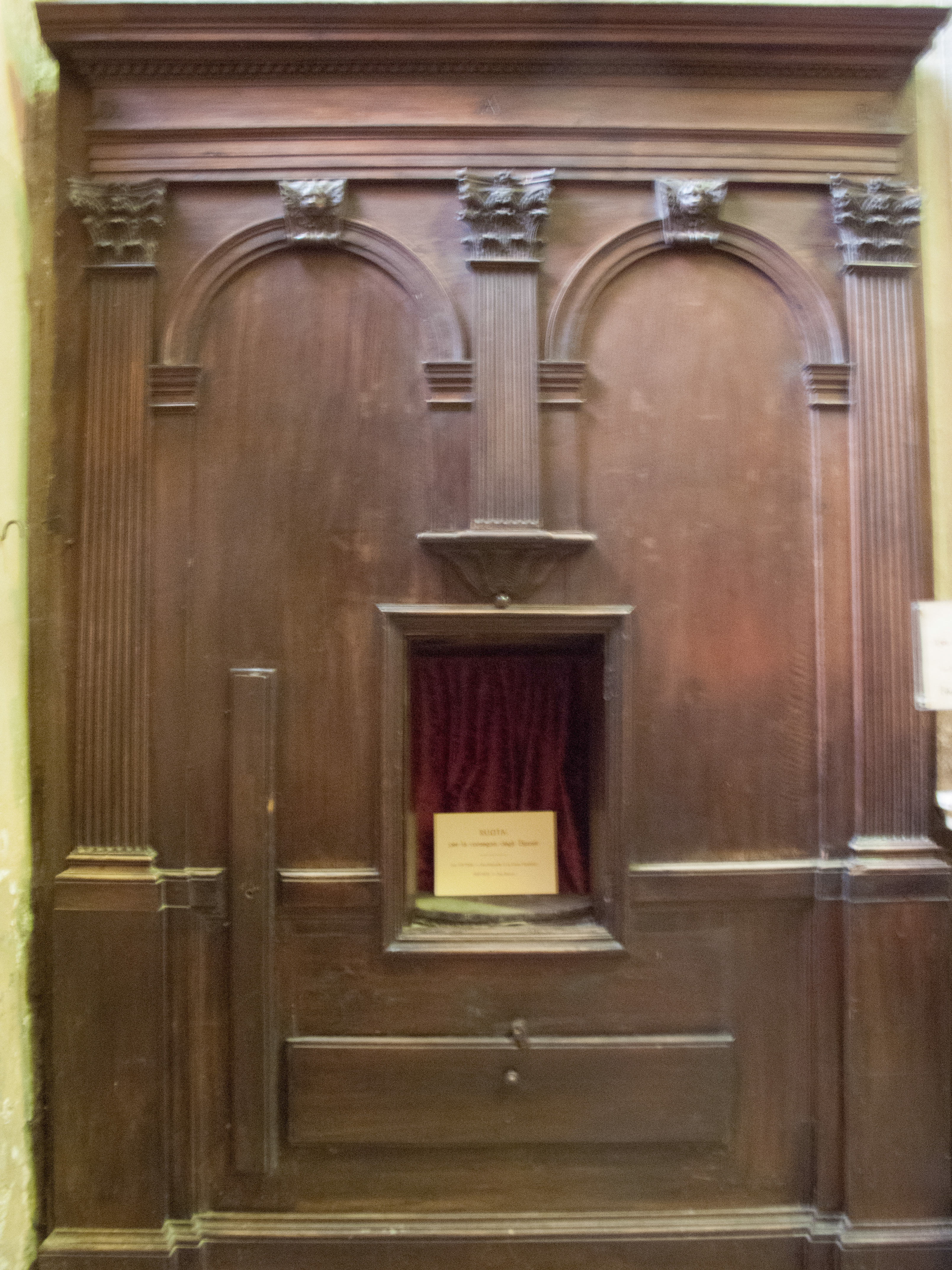
Ruota degli esposti, vista dall'interno della chiesa

L'espropriazione napoleonica non fu indolore: la chiesa fu gravemente depauperata di varie opere, finite in pubblici musei, e il monastero subì pesanti manomissioni e ristrutturazioni per potervi trasferire la Casa degli Esposti, il brefotrofio che era stato per secoli nell'antica sede di San Marcello, dove venivano raccolti i neonati di nascita illegittima, o affetti da handicap psicofisici o appartenenti a famiglie troppo povere per mantenerli. Il trasferimento fu determinato dall'esigenza di avere spazi più ampi e confortevoli e dal fatto che San Rocco era posto in una parte della città meno in vista, lasciando così maggior libertà di portare alla ruota un bambino indesiderato per affidarlo alla "civica pietà".
L'amministrazione del luogo pio doveva risolvere imponenti problemi per garantire la sopravvivenza dei neonati, o quanto meno per tentare di farlo. Per questo, oltre agli appelli delle pubbliche autorità e del vescovo alle donne di Vicenza perché fossero disponibili ad allattare i bambini abbandonati, si trovò la soluzione del baliatico, cioè la cessione dei bambini esposti in affido a famiglie disponibili a nutrirli e ad accudirli dietro modico compenso. La mortalità infantile restò comunque altissima e i pochi che sopravvivevano si trovavano ad affrontare enormi difficoltà. Per dare risposta a questi problemi vennero trasferiti a San Rocco nel 1833 l'Istituto Novello e nel 1837 il Conservatorio Checcozzi, con lo scopo di avviare al lavoro e di inserire nell'ambiente sociale rispettivamente le ragazze e i ragazzi.
Nel 1867, l'anno dopo dell'annessione al regno d'Italia e la creazione dell'Amministrazione provinciale di Vicenza, la rappresentanza e la direzione dell'ospizio vennero affidate a un consiglio direttivo di cinque membri; il brefotrofio prese il nome di "Ospizio per gli Infanti Abbandonati" e lo conservò fino al 1958, quando fu cambiato in quello di Istituti Provinciali per l'Assistenza all'Infanzia (IPAI). Questa istituzione privilegiò nuove forme di assistenza, rivolgendola piuttosto che ai bambini abbandonati, alle madri nubili o difficoltà; nel 1976 il nido fu aperto anche ai bambini esterni. Verso la fine degli anni ottanta le crescenti difficoltà economiche degli enti pubblici produssero la chiusura degli IPAI e quindi dei servizi da essi gestiti.
Nel secondo dopoguerra, a mano a mano che si riduceva il numero dei bambini istituzionalizzati, l'ex monastero divenne sede di varie attività socio-culturali, tra cui l'Istituto per le ricerche di storia sociale e religiosa, il Centro studi sull'impresa e sul patrimonio industriale, il Centro Servizi per il Volontariato, la comunità terapeutica "San Gaetano". Nel 2014 l'ex convento è stato ceduto dal comune alla Fondazione Cariverona ed è in corso di ristrutturazione per realizzarne servizi, appartamenti e uffici.
Da dicembre 2023, nelle solennità e feste di precetto la chiesa è luogo delle celebrazioni liturgiche secondo la forma extraordinaria del rito cattolico romano per la diocesi di Vicenza, conforme alle disposizioni della Santa Sede concerne ai luoghi di culto dediti al rito antico. 
La chiesa, oltre alle funzioni religiose, ospita i concerti del coro polifonico della Schola San Rocco.

## Descrizione

### Esterno

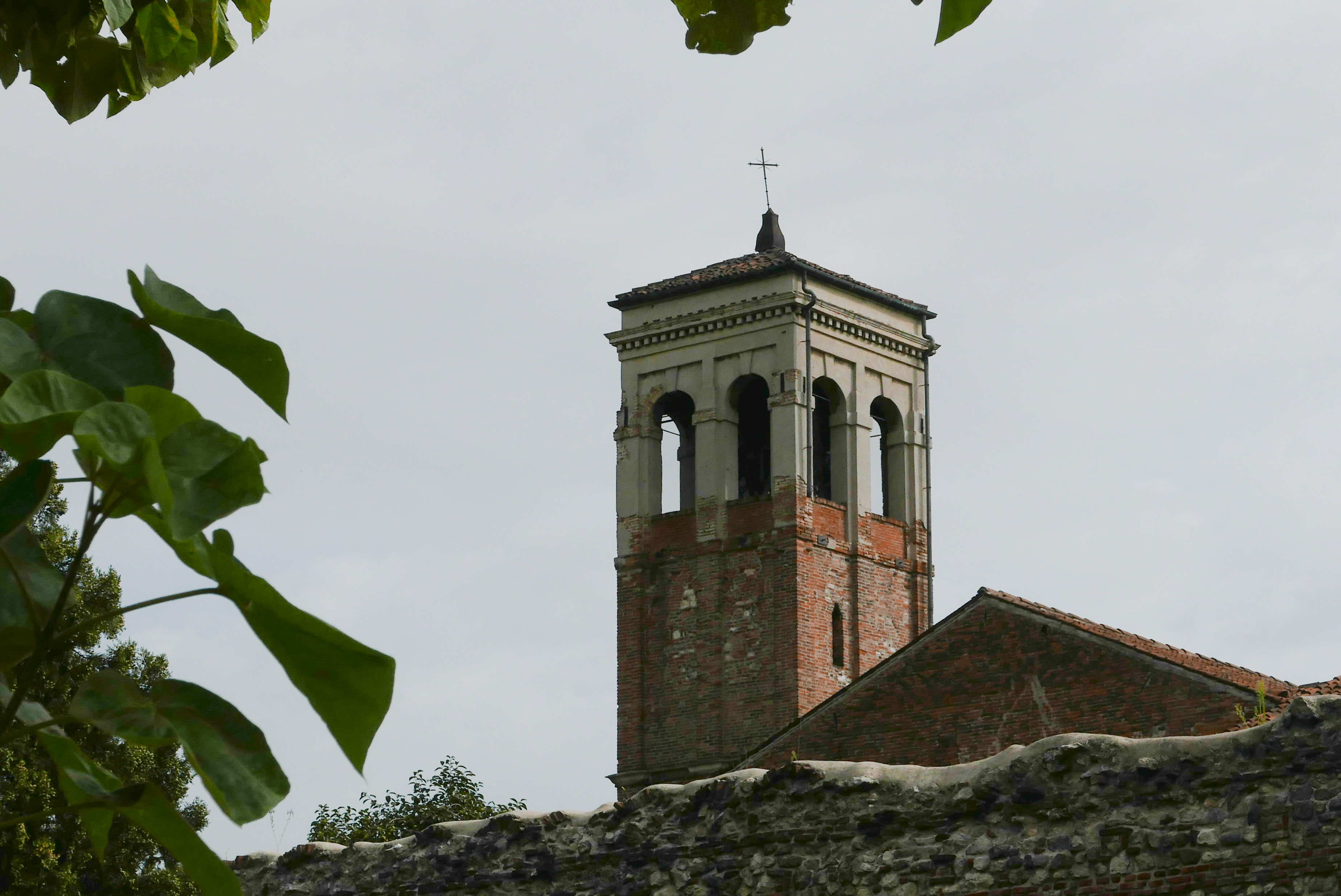
Tetto e campanile, visti al di là delle mura

La facciata attuale risale agli anni 1530, quando la chiesa fu prolungata verso est; appare liscia e sobria, intonacata in rosa con inserti lapidei in biancone e marmi colorati. È sormontata da un frontone triangolare con una semplice trabeazione e divisa verticalmente da quattro lesene decorate con patere in marmo rosso. La facciata reca due alte finestre centinate ai lati, ognuna tra due lesene, e un piccolo rosone. Il portale quattrocentesco ospita una porta in legno settecentesca.
La torre campanaria, completata dopo il 1525, è in laterizi a vista come il fianco della chiesa e decorata da paraste; ospita 11 campane suonabli a sistema veronese a corda
.

### Interno

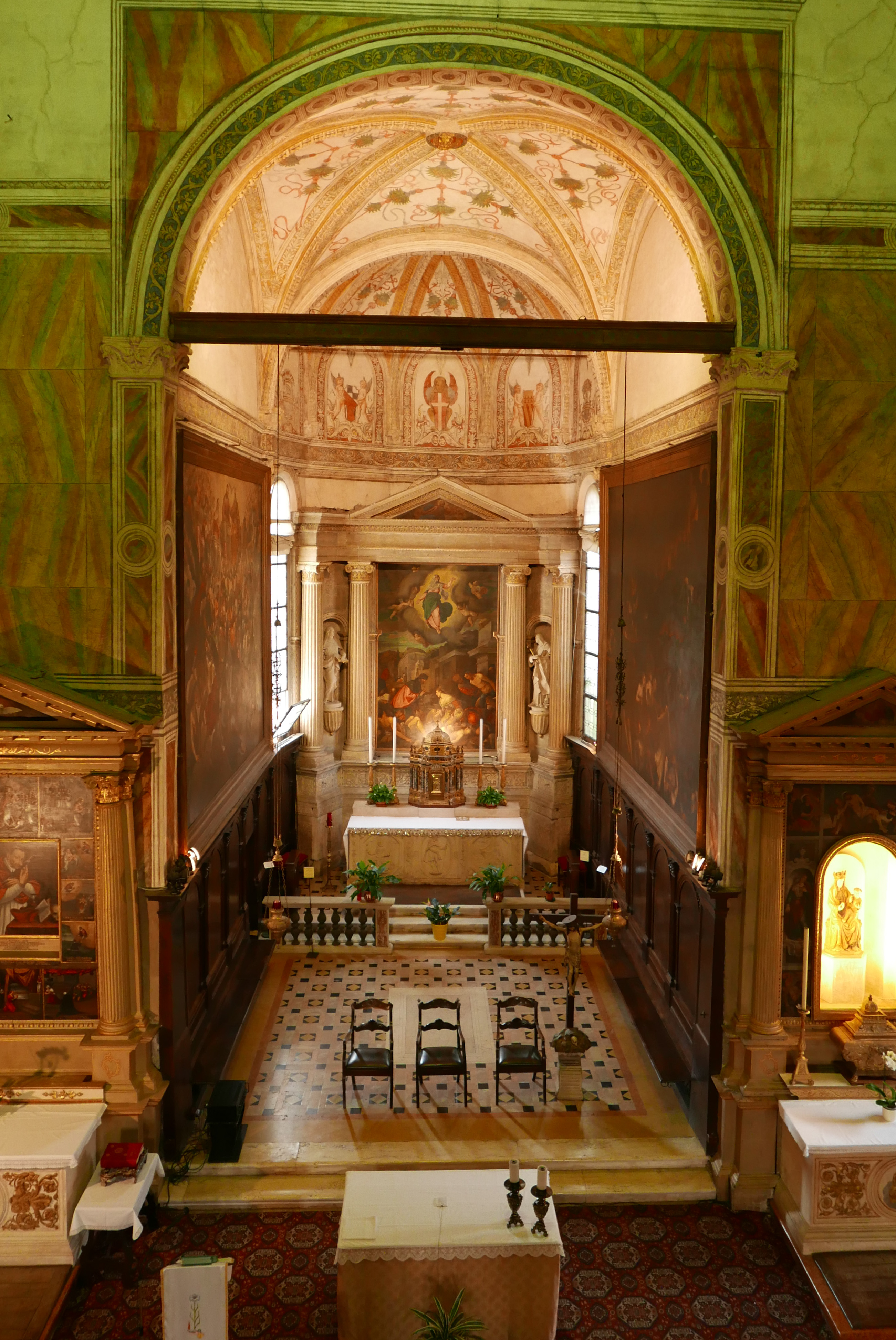
Presbiterio visto dal matroneo

La chiesa è a navata unica, coperta con una volta a padiglione con lunette laterali. Il presbiterio ha una volta a crociera e un'abside pentagonale.
L'unica cappella, dedicata alle anime del Purgatorio, si apre sulla parete destra della navata.
L'interno della chiesa è caratterizzato da un grande matroneo, un coro sopraelevato utilizzato dai Canonici durante le funzioni, sorretto da una duplice fila di tre archi a tutto sesto con quattro colonne e quattro semicolonne. Il matroneo, dal lato dell'ingresso, è riccamente decorato con affreschi e reca al centro un crocifisso ligneo della prima metà del Quattrocento, con un dipinto sullo sfondo raffigurante san Giovanni e la Vergine Maria, di autore ignoto ma collocabile tra la fine del Seicento e l'inizio del Settecento.

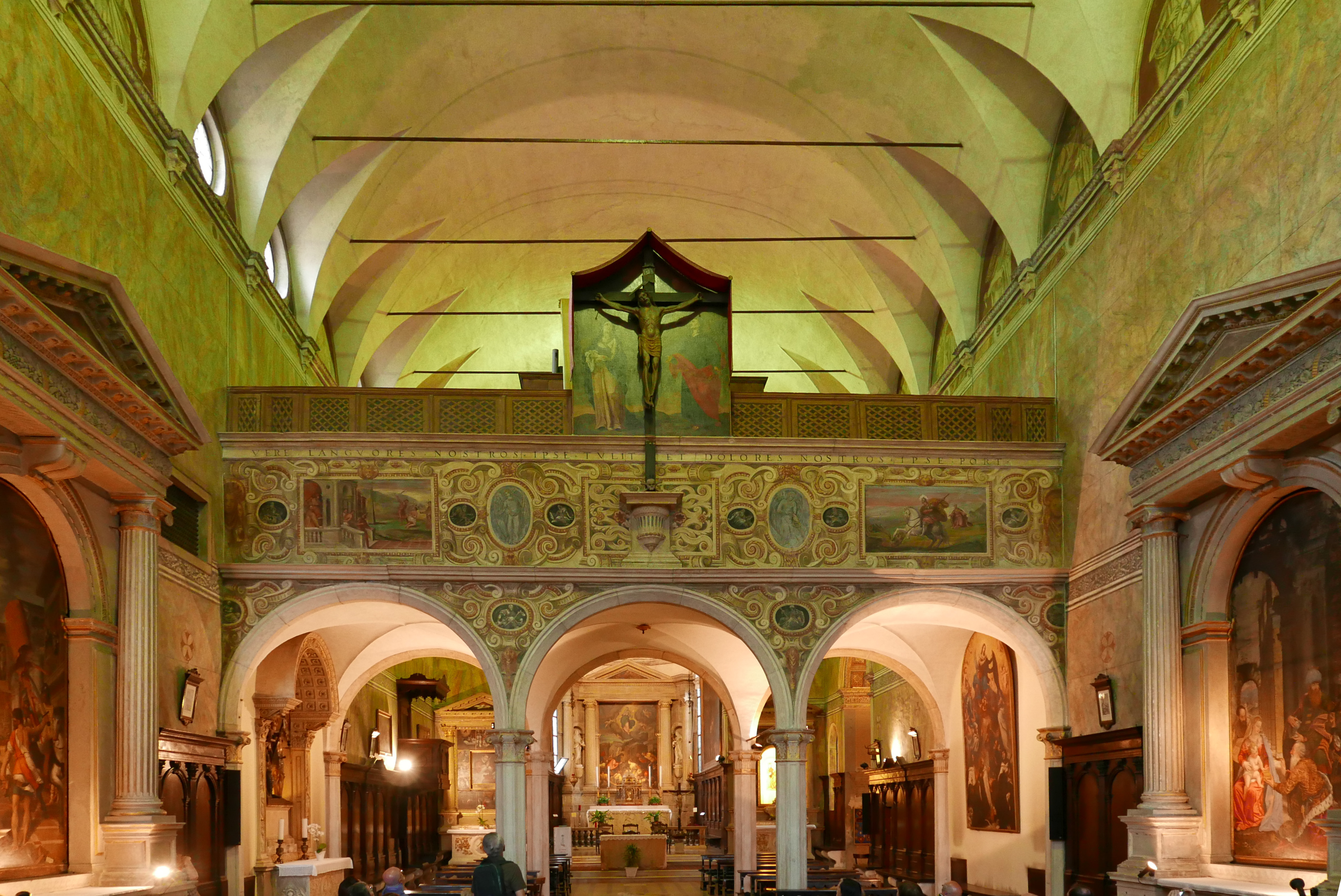
Matroneo dalla parte dell'ingresso
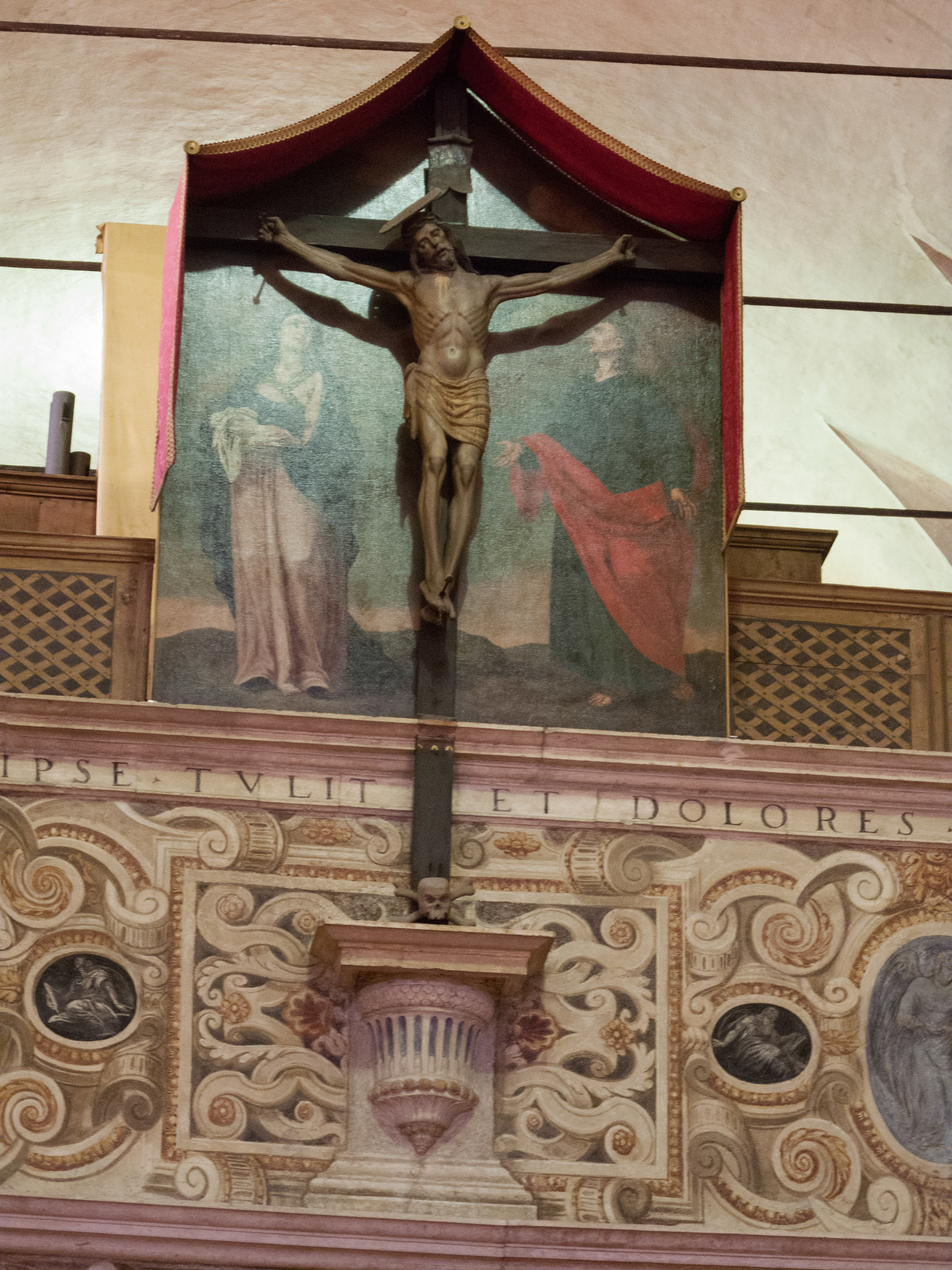
Crocifisso del matroneo
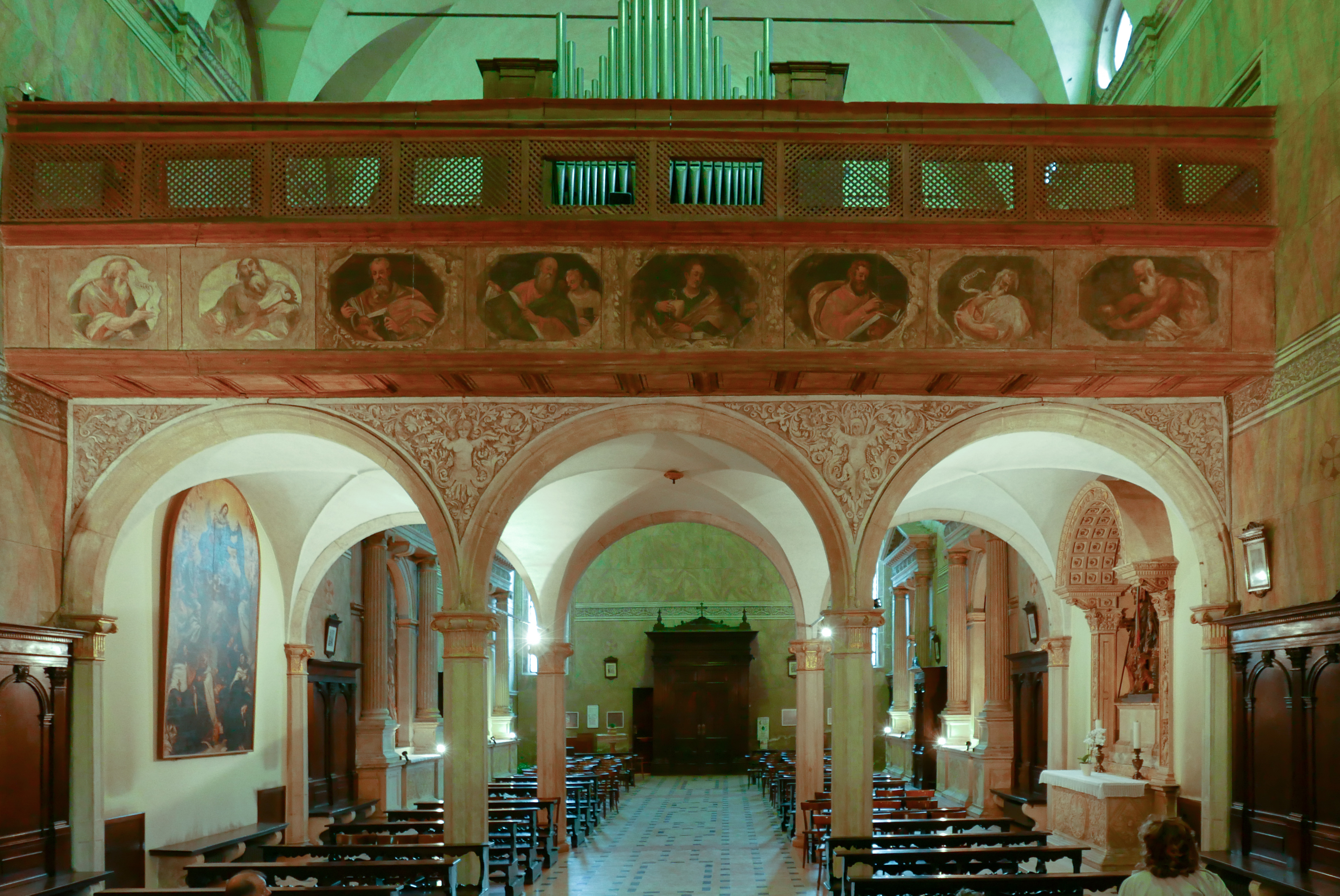
Matroneo dalla parte del presbiterio

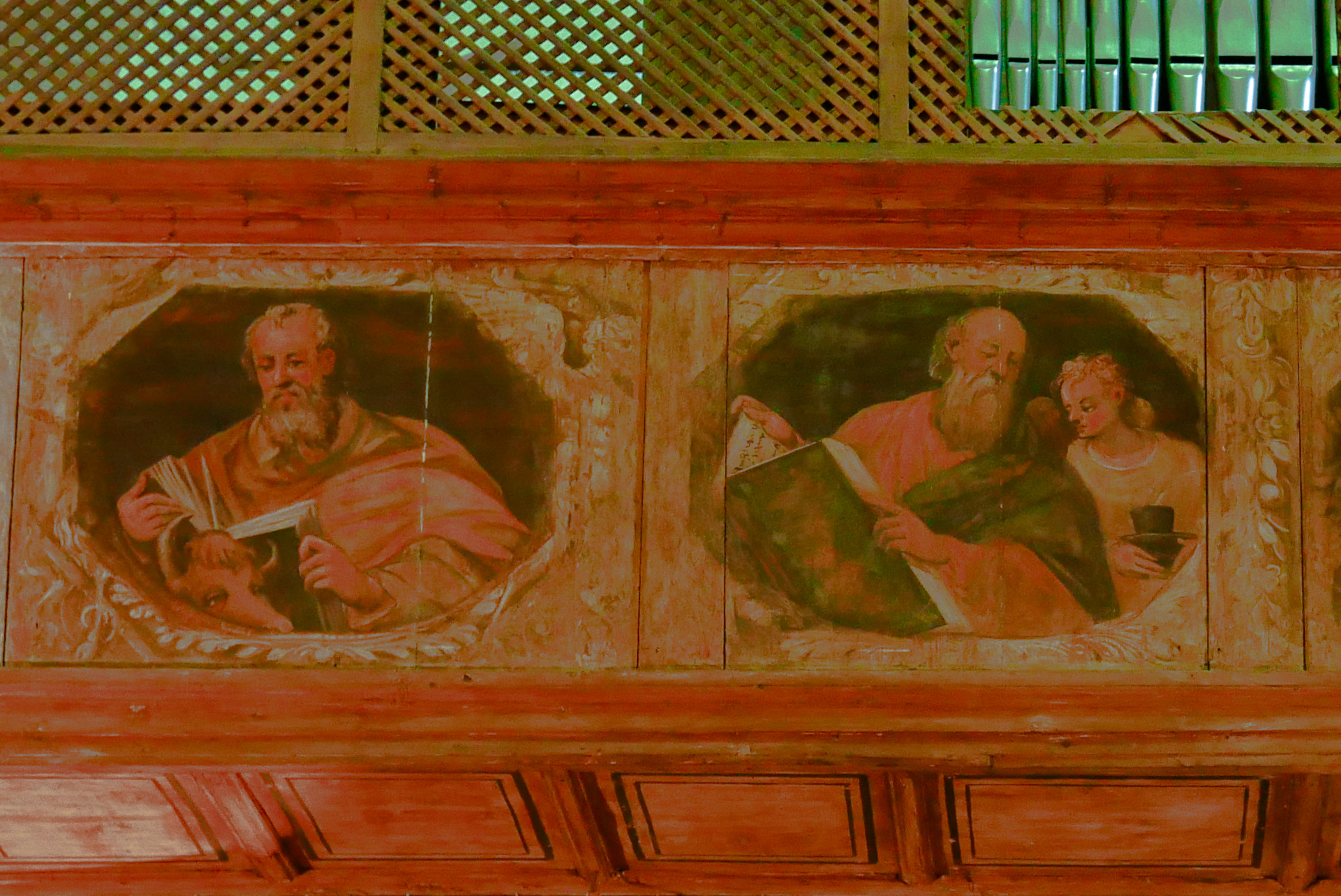
Matroneo dalla parte
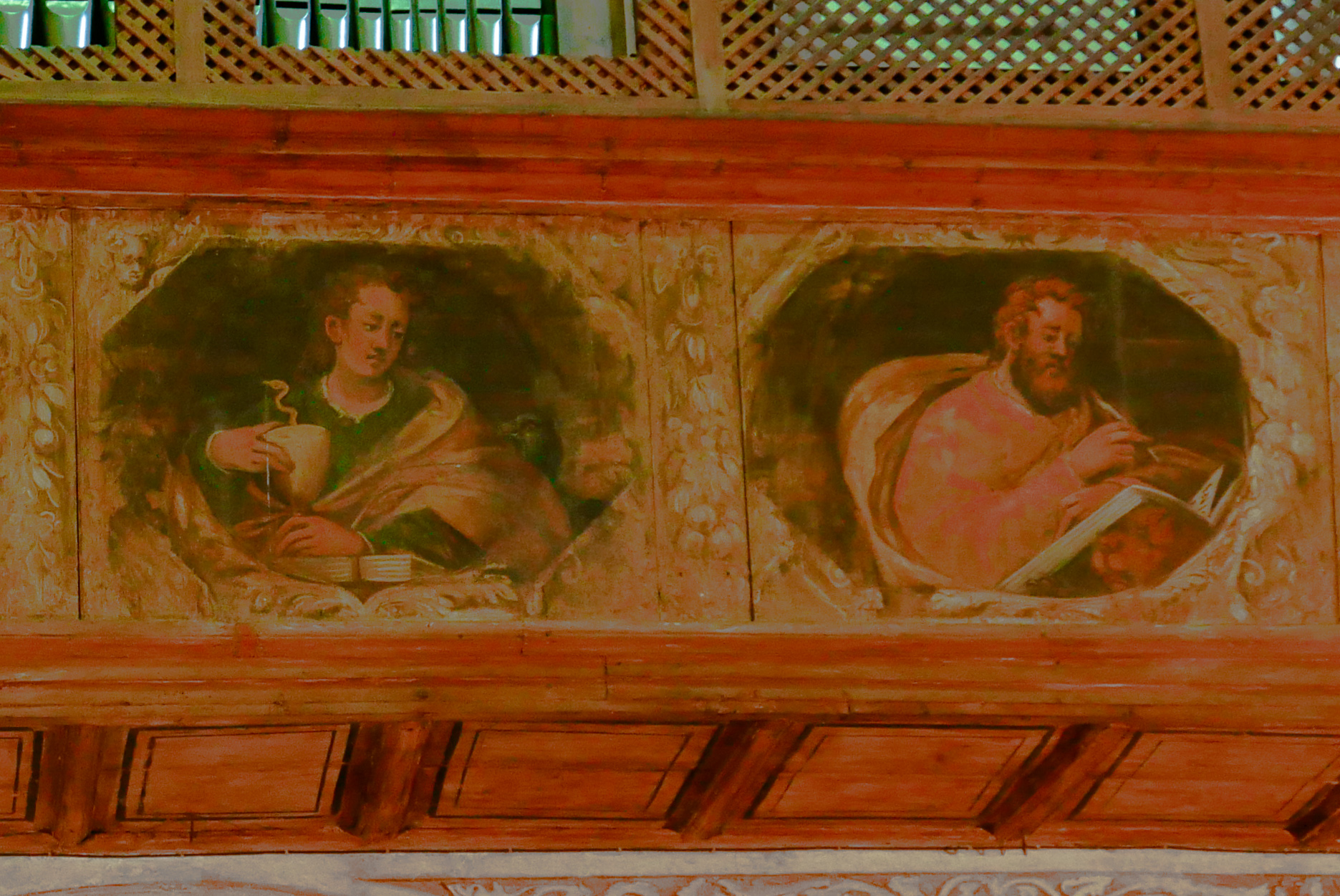
del presbiterio
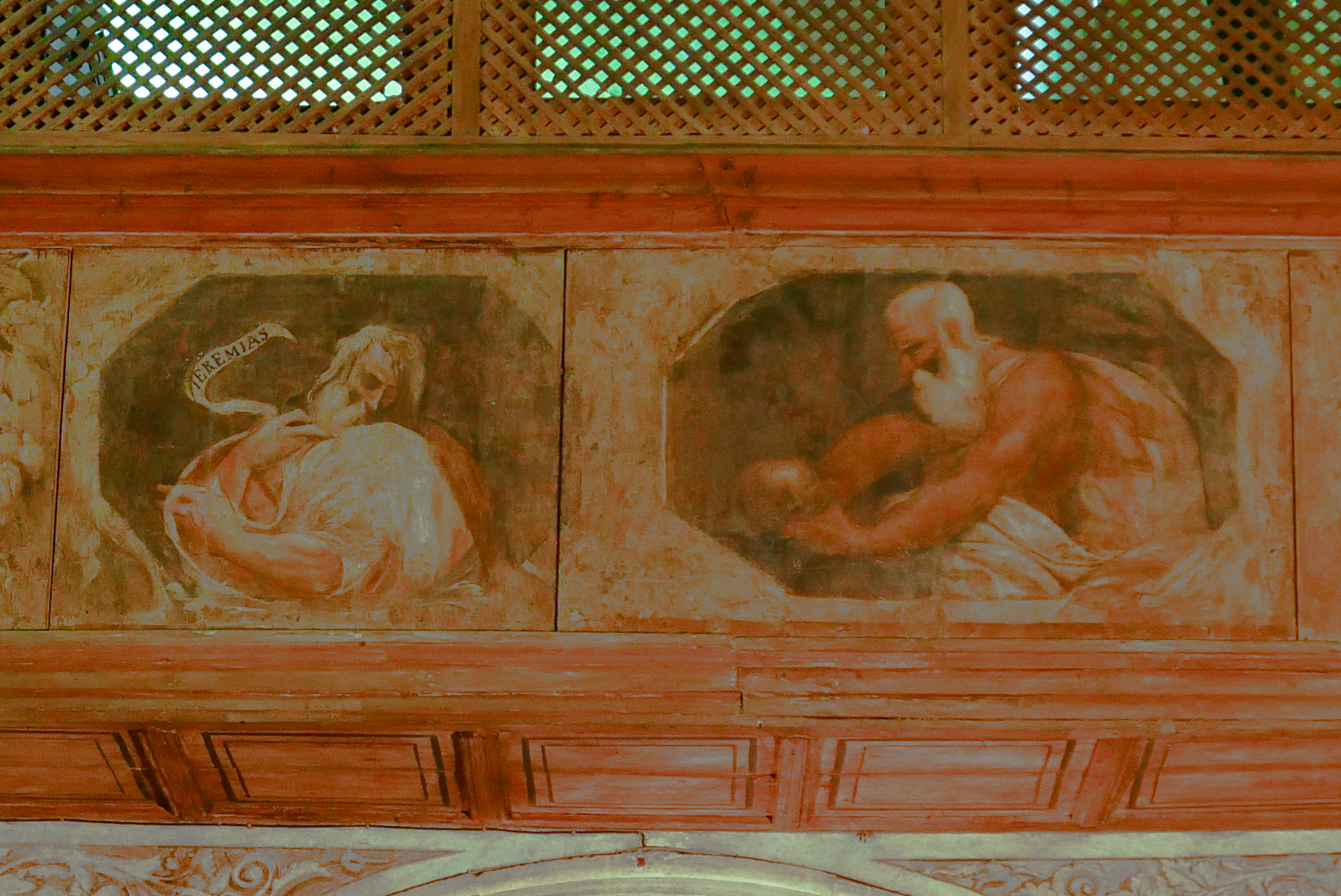
affreschi

Gli altari, dalla stessa struttura e disposti in modo ordinato e simmetrico, suggeriscono un progetto unitario, che doveva comprendere anche l'altare maggiore e seguente all'ampliamento della chiesa.

#### Parete destra
Sulla parete destra della navata, dopo la porta cinquecentesca che conduce alla sagrestia, si incontra il primo altare, che ospita la pala della Pentecoste, attribuita al pittore veronese Giovanni Battista Zelotti, forse realizzato nella seconda metà del Cinquecento per il soppresso Oratorio dei Turchini.
Nel secondo altare da destra è collocata la pala dell'Adorazione dei Magi del 1559 del pittore bresciano Agostino Galeazzi (1523 - prima del 1588).
Il dipinto che raffigura La Vergine offre lo scapolare a San Simone Stock, attribuita al pittore padovano Francesco Zanella (attivo tra il 1671 e il 1717), è testimonianza della presenza a San Rocco dell'ordine carmelitano, di cui san Simone fu priore generale.

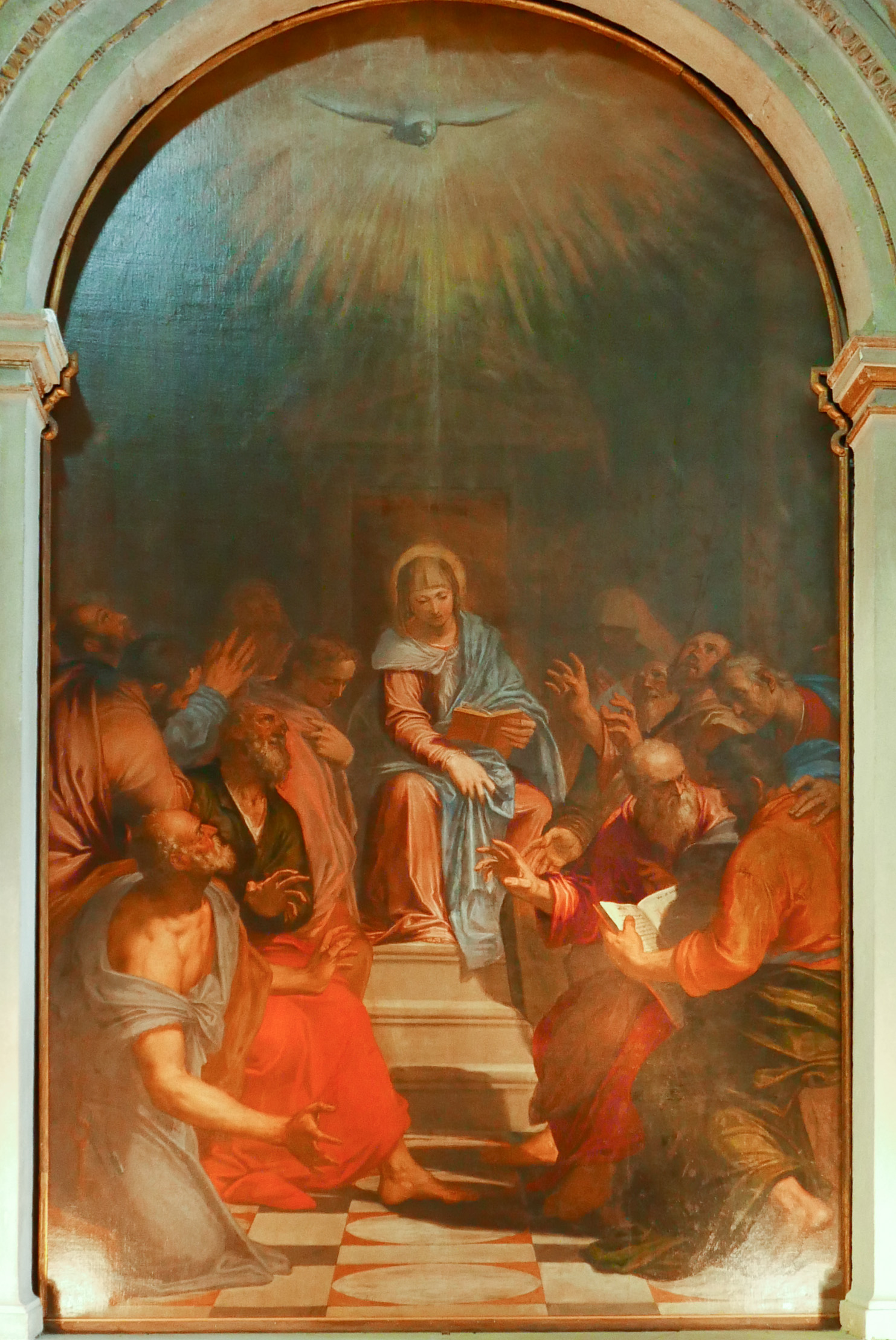
Pentecoste
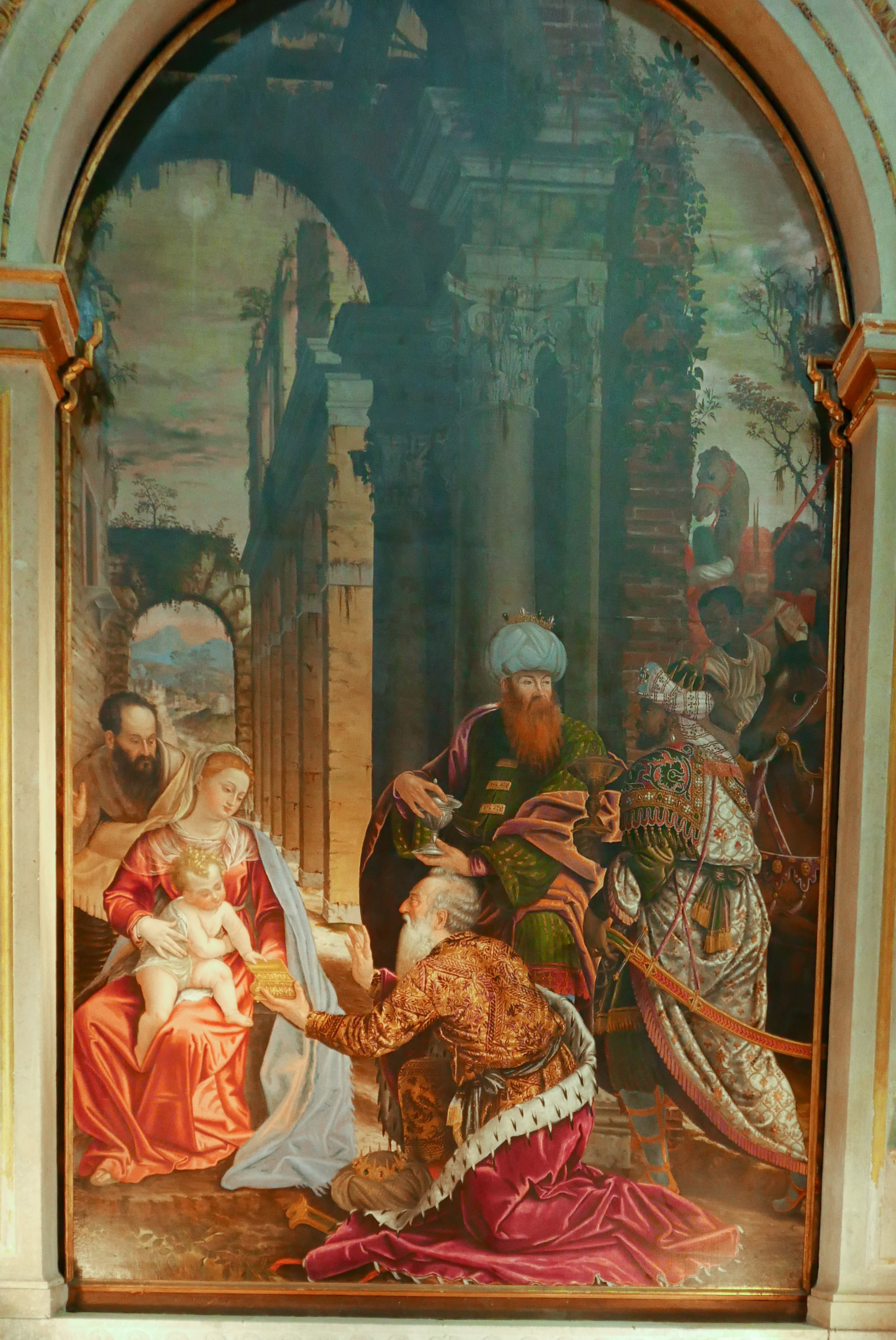
Adorazione dei Magi
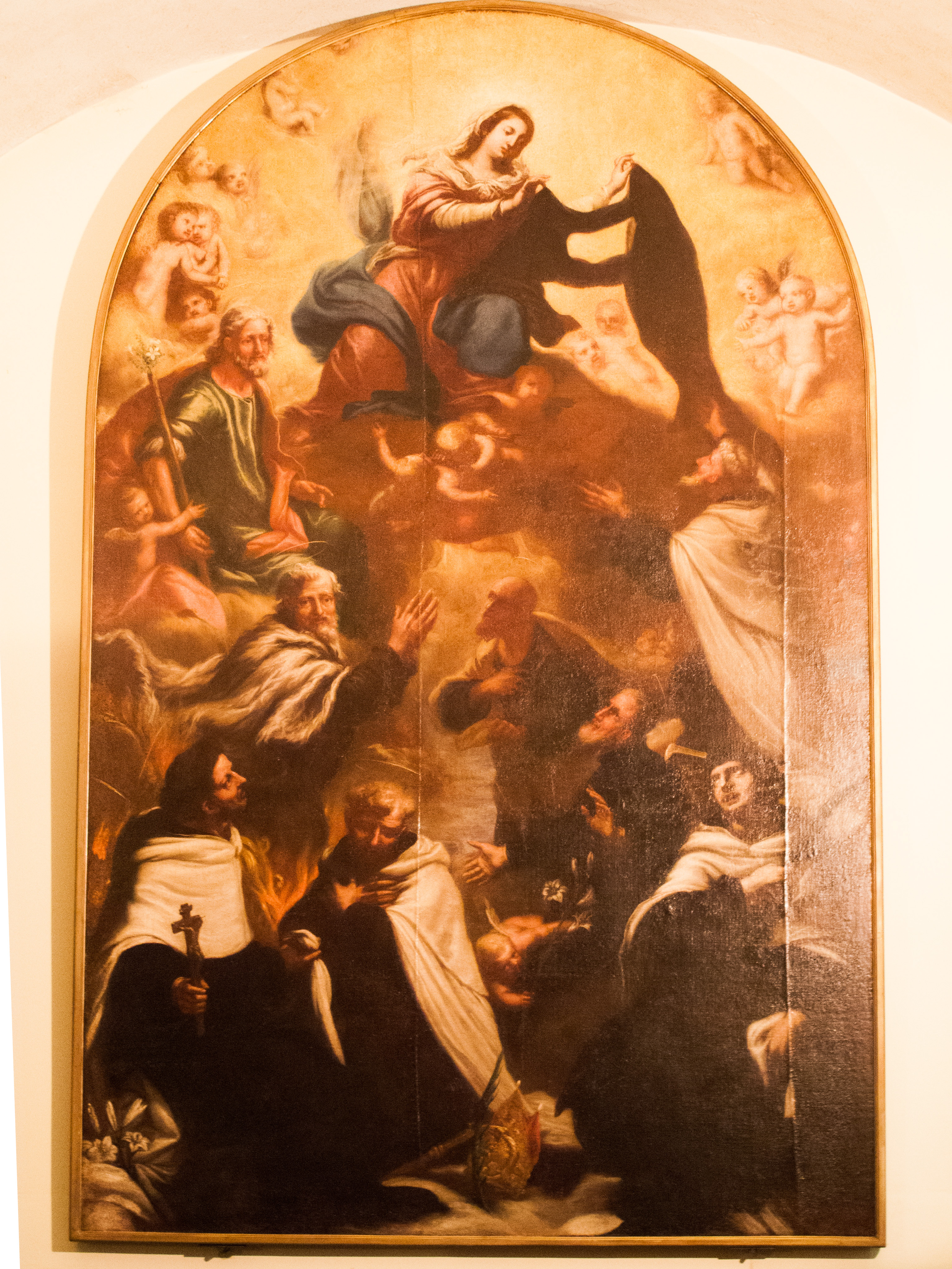
La Vergine offre lo scapolare a Simone Stock
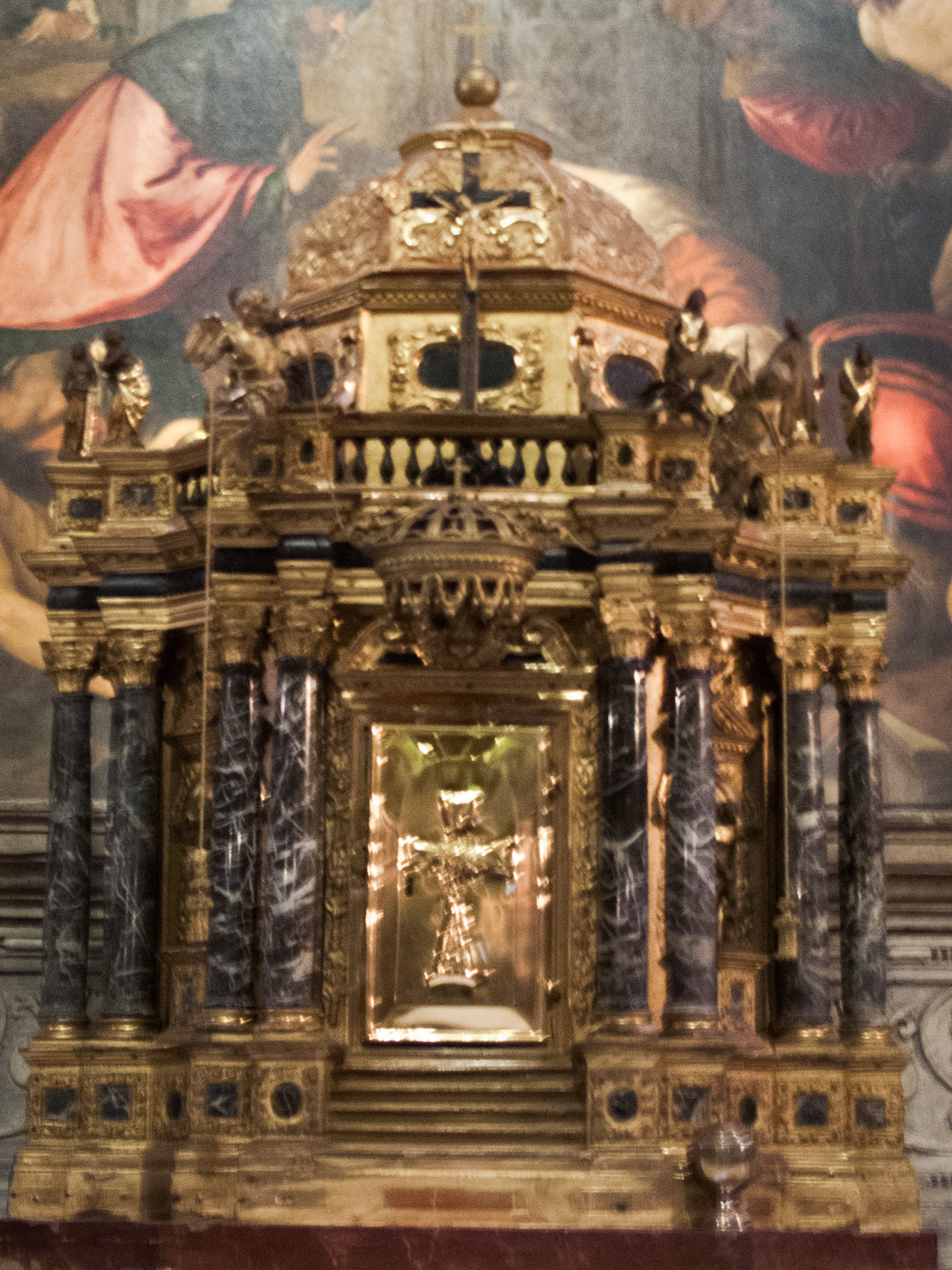
Tabernacolo

La pala della Deposizione, ospitata nella cappella delle anime del Purgatorio e attribuibile agli inizi del XVI secolo, fu scoperta da Raffaello Peotta al di sotto un'altra tela, di minor valore, del XIX secolo e restaurata. In precedenza la cappella ospitava L'invenzione della croce, poi spostata nel primo altare a sinistra.
L'altare ligneo dedicato alla Madonna ospita, in una nicchia circondata da tele seicentesche, la statua della Vergine con il Bambino, attribuita all'artista quattrocentesco Antonino da Venezia.

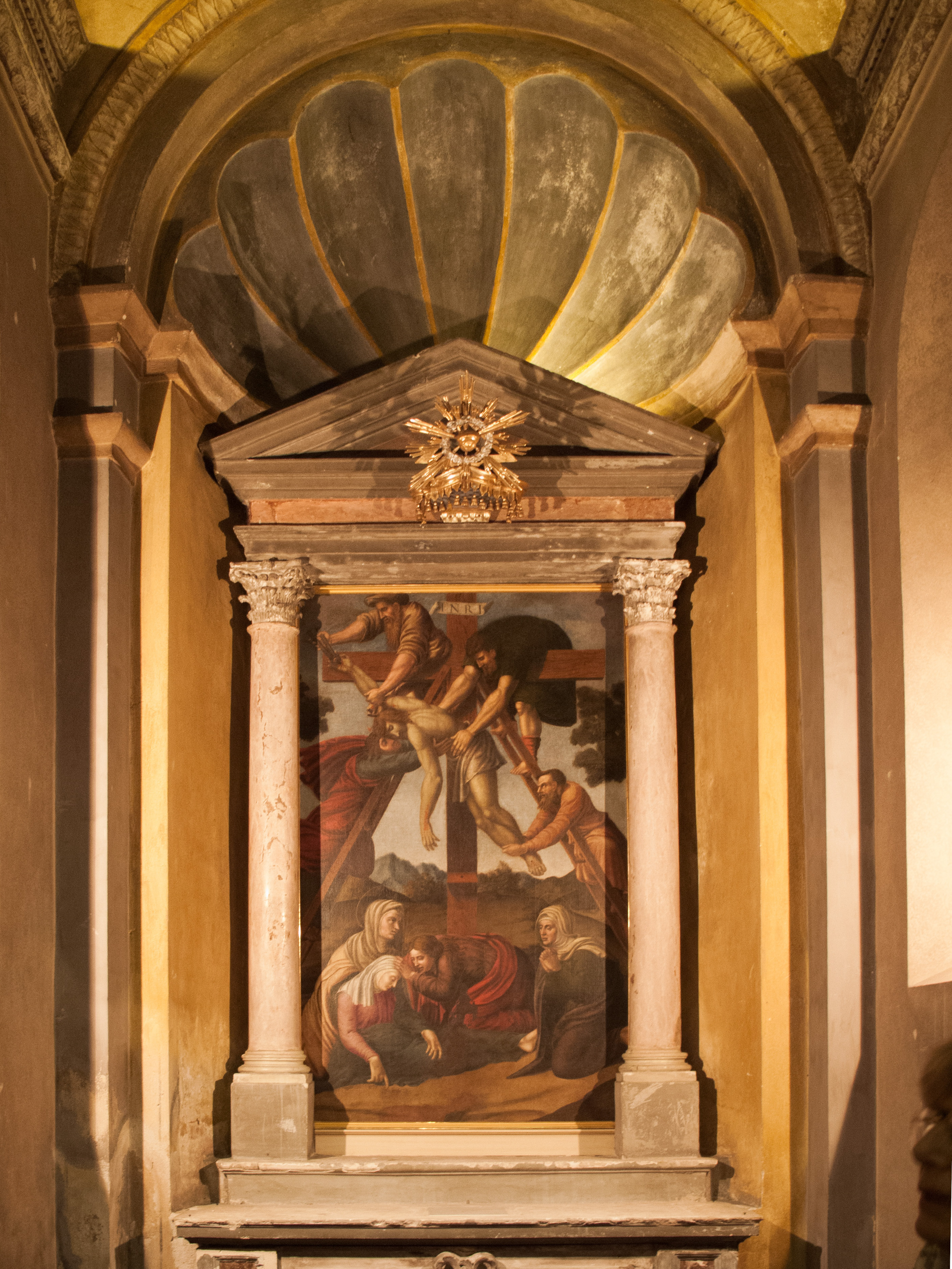
Cappella destra - Deposizione
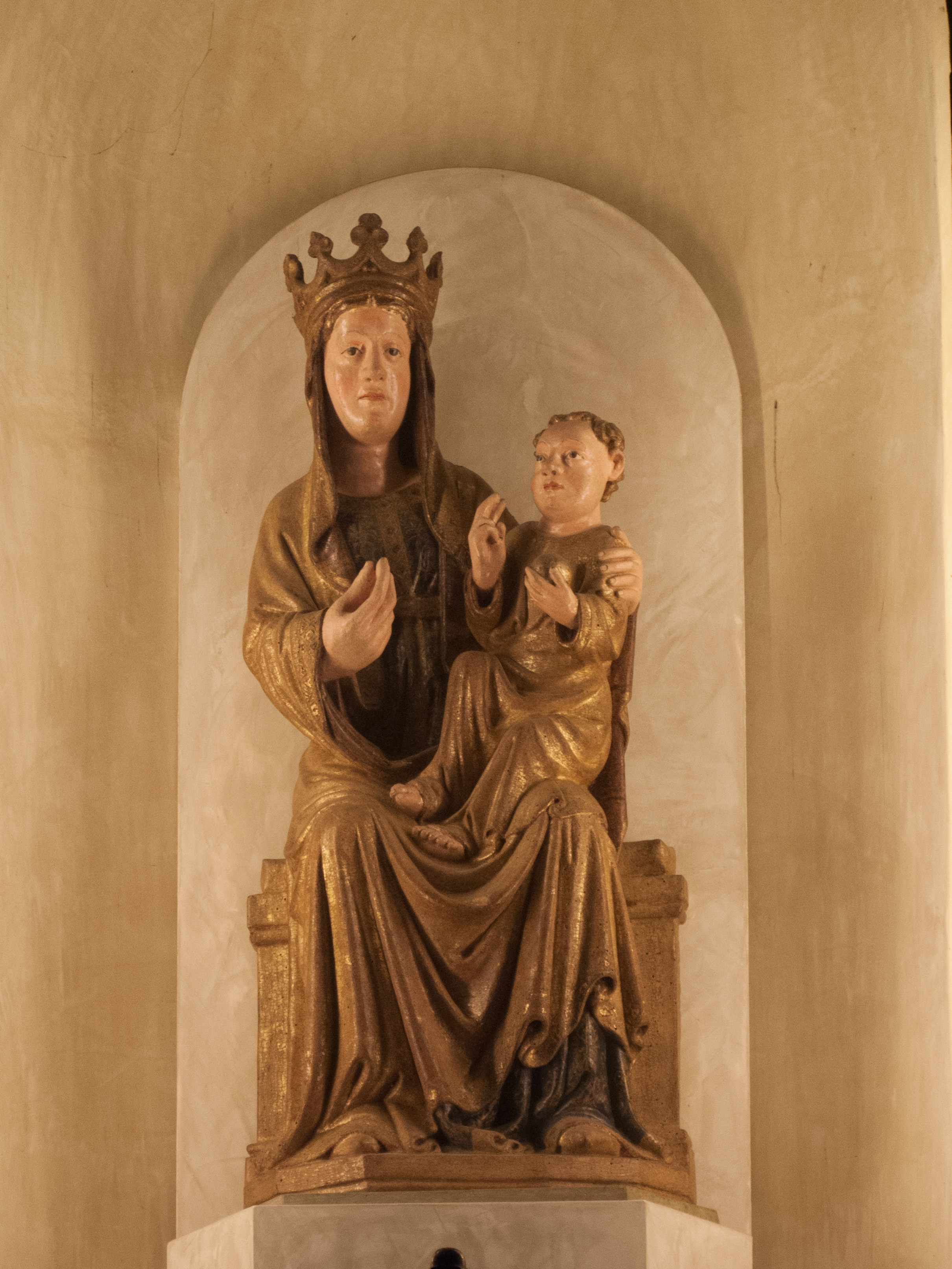
Madonna lignea
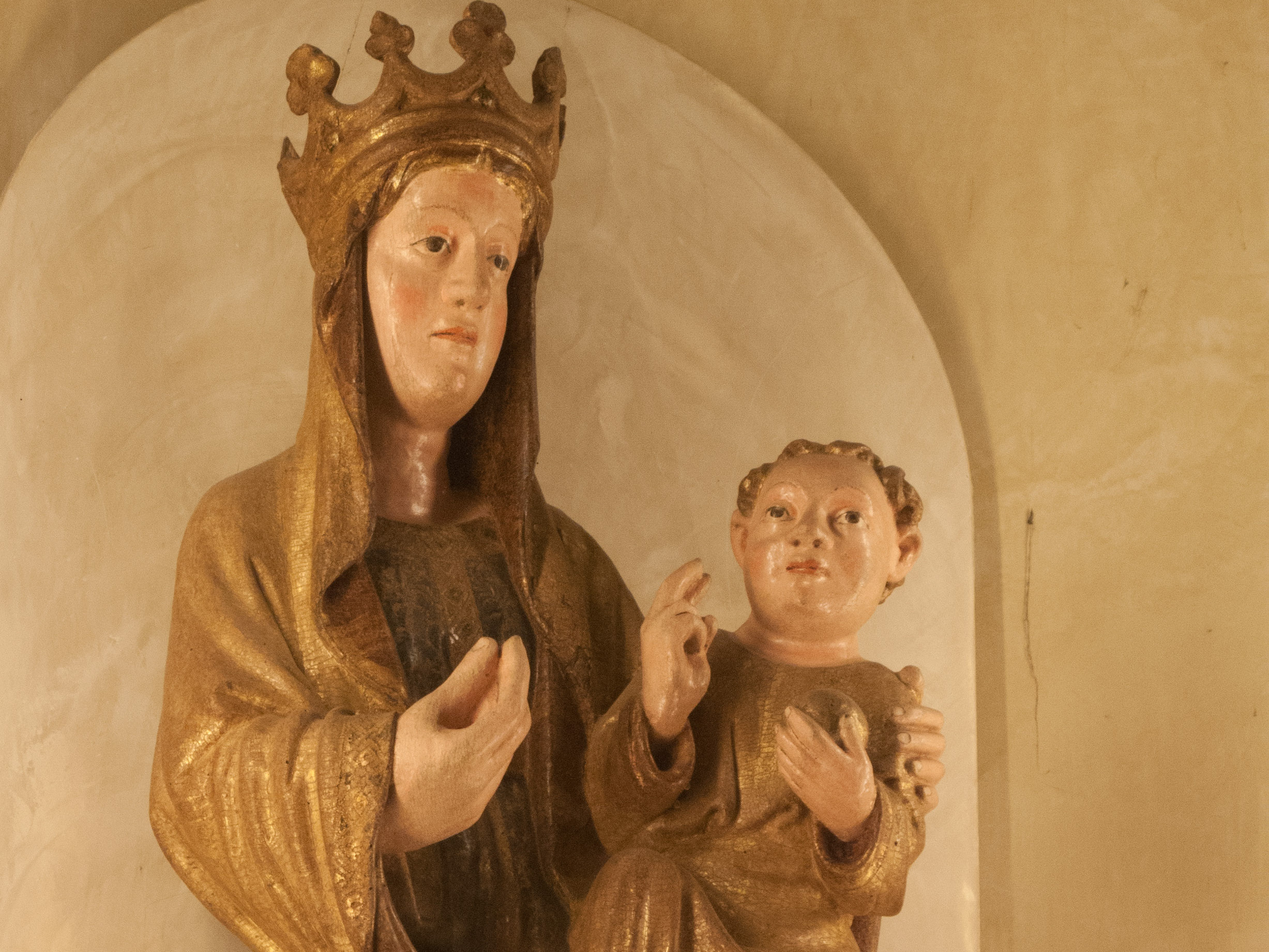
Madonna lignea, particolare

#### Presbiterio

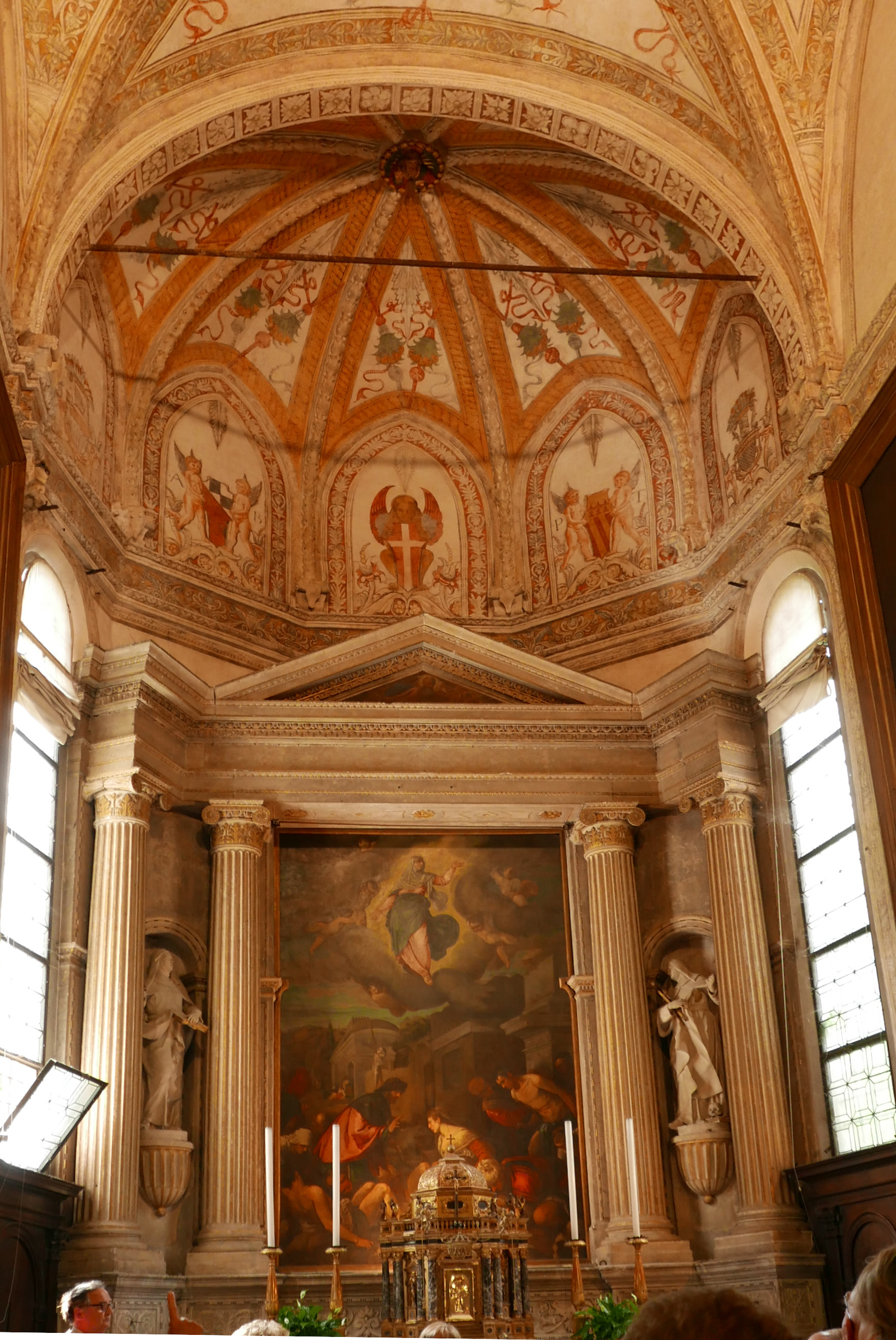
Presbiterio

Nel presbiterio sono ospitati due dipinti di Alessandro Maganza e bottega raffiguranti il Paradiso e l'Inferno, con influenze di Tintoretto.
L'altare maggiore è sorretto da colonne ioniche, due in più rispetto agli altri altari. Il dipinto raffigurante San Rocco tra gli appestati è una copia del 1912, eseguita dal pittore scledense Giuseppe Faccin, dell'originale dipinto tra il 1568 e il 1575 da Jacopo da Ponte e trasferito a Milano con la soppressione degli ordini religiosi, temporaneamente sostituito da un dipinto con Madonna e santi di Giovanni Buonconsiglio, oggi conservato nella pinacoteca civica.
Sul paliotto della mensa il prezioso tabernacolo marmoreo, a forma di tempietto a pianta poligonale in oro e marmo grigio e nero, fu realizzato nel 1655 da Alessandro Biego.

#### Parete sinistra
Nel primo altare dall'ingresso a sinistra è la pala con L'invenzione della vera Croce, attribuita al veronese Giovanni Battista Zelotti e discepoli, in origine collocata nella cappella delle Anime del Purgatorio. Il dipinto attuale sostituisce la Piscina di Betzaeta (o Piscina probatica), opera del pittore vicentino del Cinquecento Giovanni Antonio Fasolo trasferito alla pinacoteca civica.
Nel secondo altare a sinistra è collocata la pala con la Decollazione di santa Caterina, di autore incerto e che alcuni attribuiscono al vicentino Porfirio Moretti (1540 circa - 1624); risale forse al 1572, come suggerisce un'iscrizione in basso. Più recentemente il dipinto è stato autorevolmente attribuito a Francesco Ricchino
L'altare di san Rocco fu realizzato nel 1850 in forme neoquattrocentesche; le statue che lo decorano sono databili tra la fine del Quattrocento e la metà del Cinquecento. Oltre a san Rocco sono raffigurati anche i santi Giovanni Battista e Sebastiano; i tre santi erano considerati protettori contro la peste.
Il dipinto della Madonna della Misericordia, della fine del XV secolo e proveniente dall'oratorio di Santa Maria e San Cristoforo, raffigura la Vergine, fiancheggiata dai due santi Giovanni Battista e Cristoforo, che ospita sotto il suo mantello i rettori della fraglia dei Battuti di San Marcello, una confraternita che si prendeva cura dei bambini abbandonati.
L'altare dedicato a san Carlo Borromeo raffigura al centro il santo e ai lati episodi della sua vita, legati in particolare ai suoi miracoli.

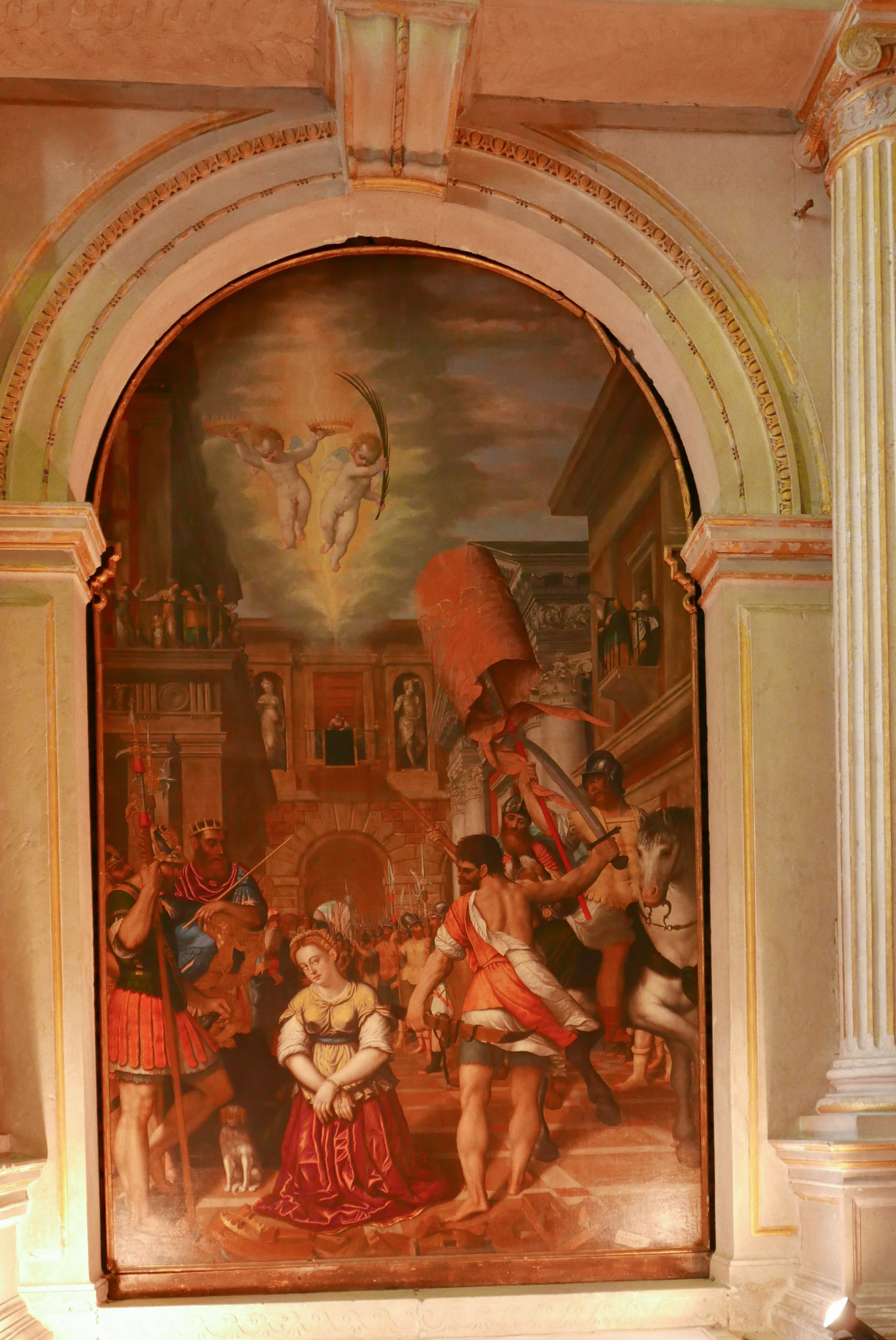
Decollazione di santa Caterina
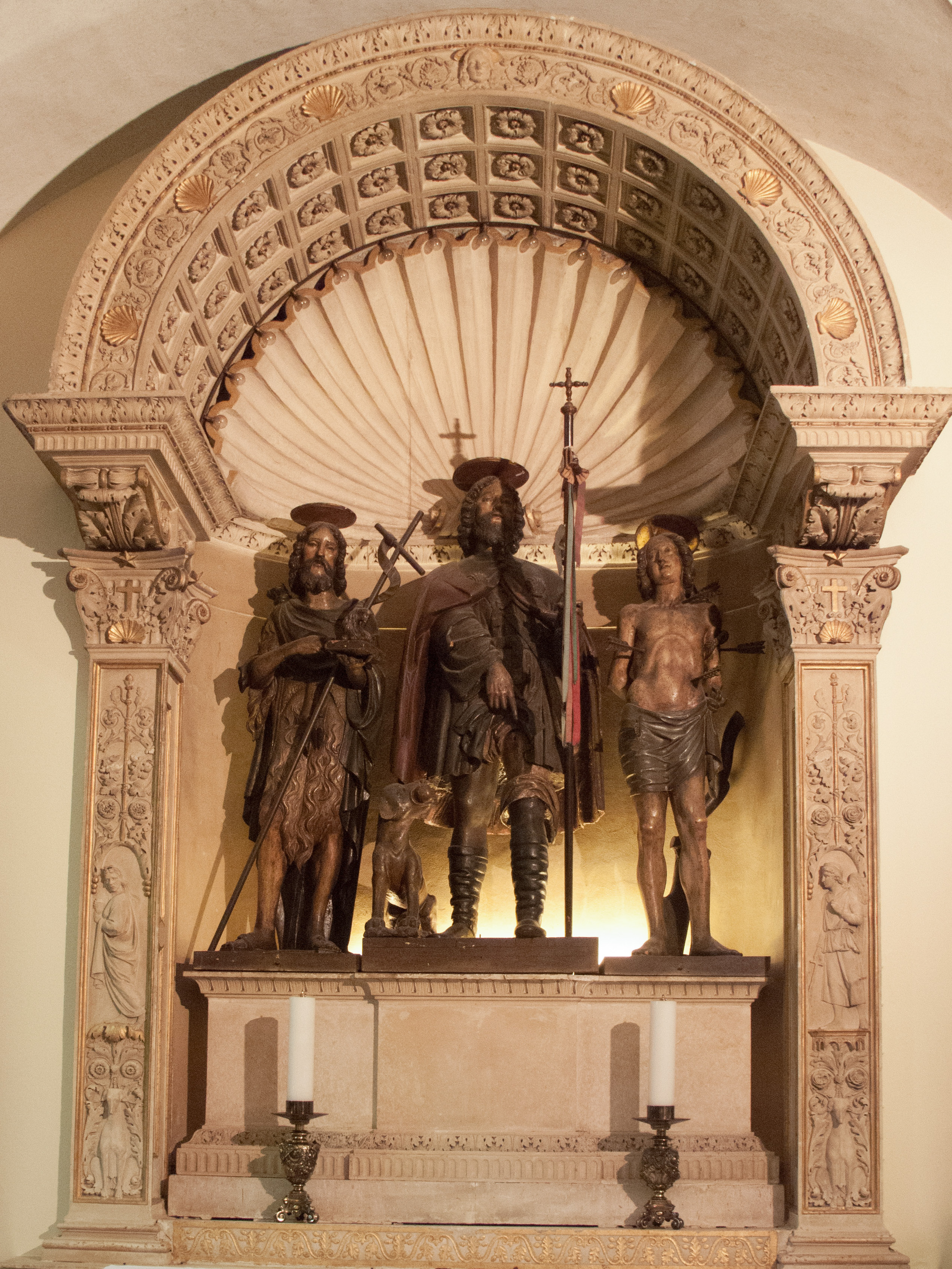
Altare di San Rocco

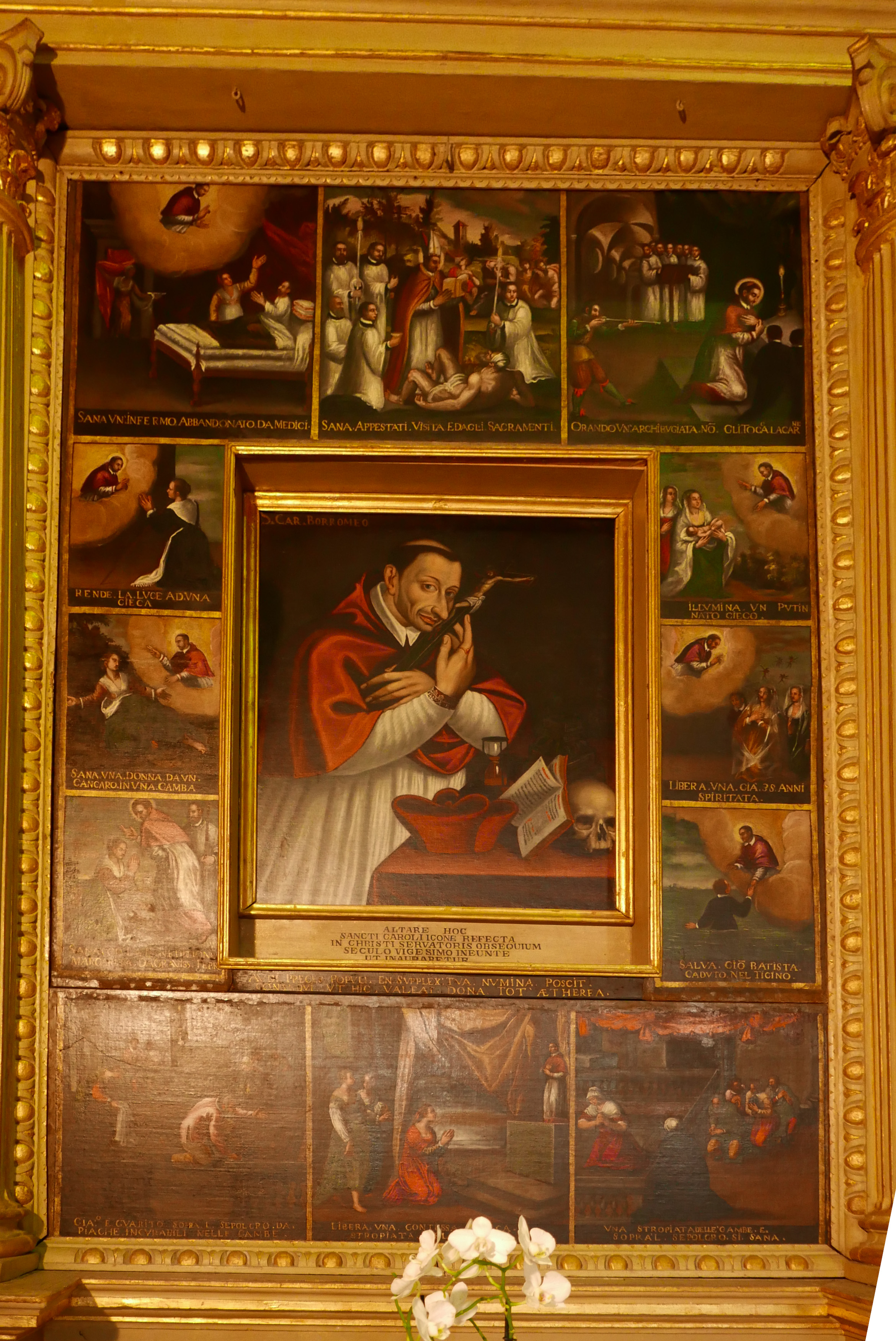
Altare di san Carlo Borromeo
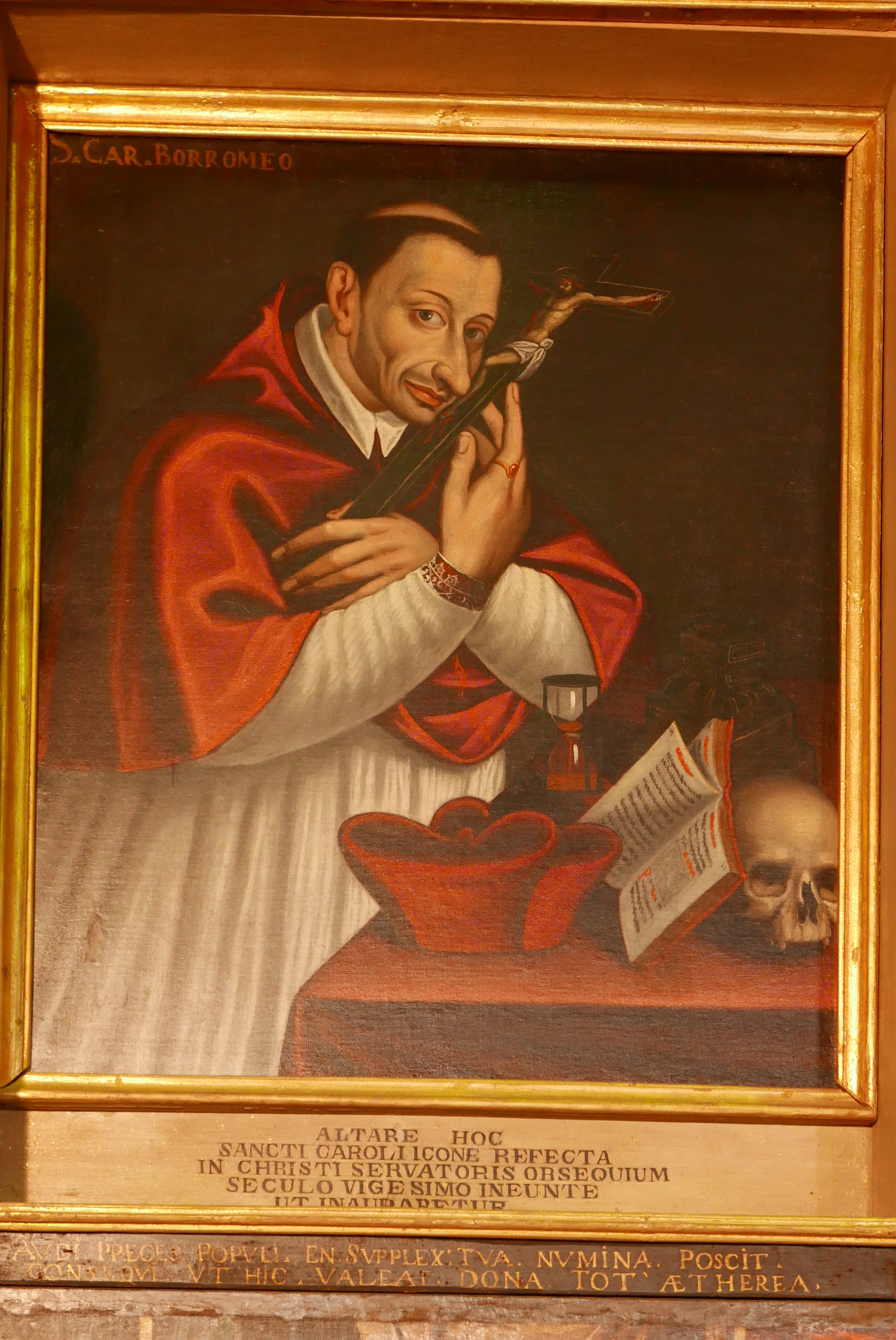
Altare di san Carlo Borromeo
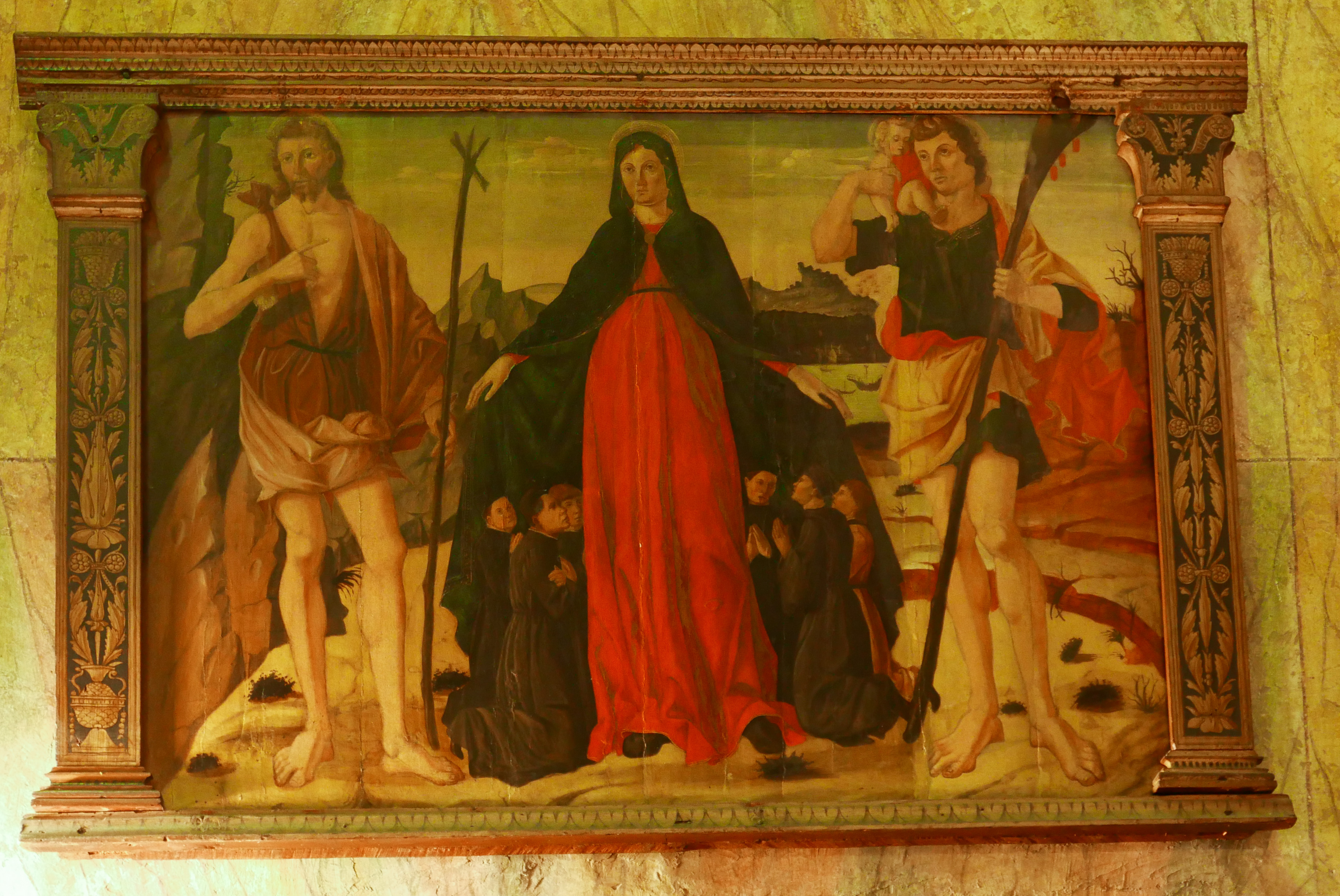
Madonna della Misericordia

### Chiostro

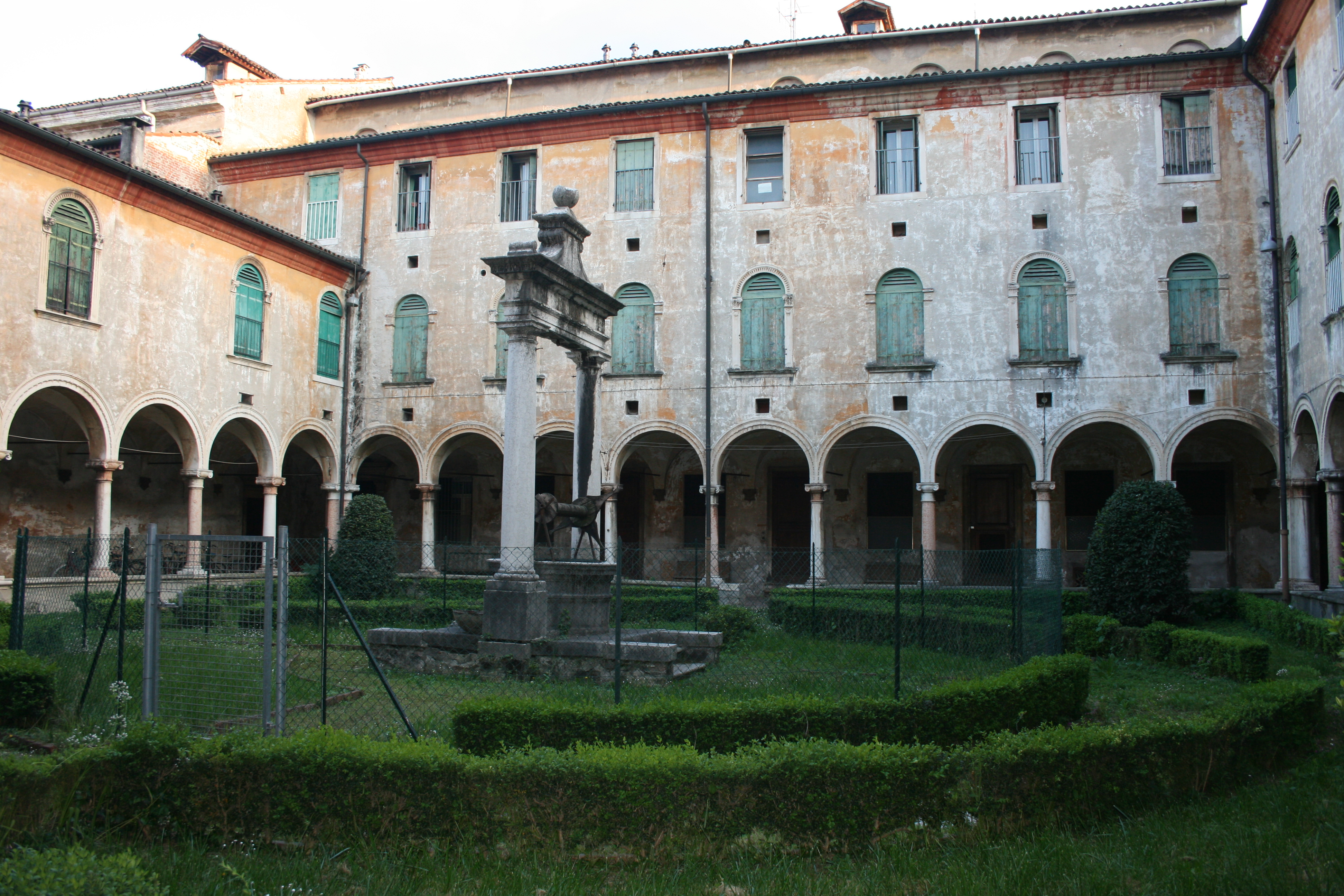
Il chiostro

Il chiostro è accessibile dalla chiesa attraverso una piccola porta vicino alla cappella dedicata alle anime del Purgatorio. La costruzione, che rimanda allo stile di Lorenzo da Bologna, ospita al centro una vera da pozzo seicentesca. Nel Settecento il complesso fu innalzato con un terzo piano, alterandone le proporzioni.

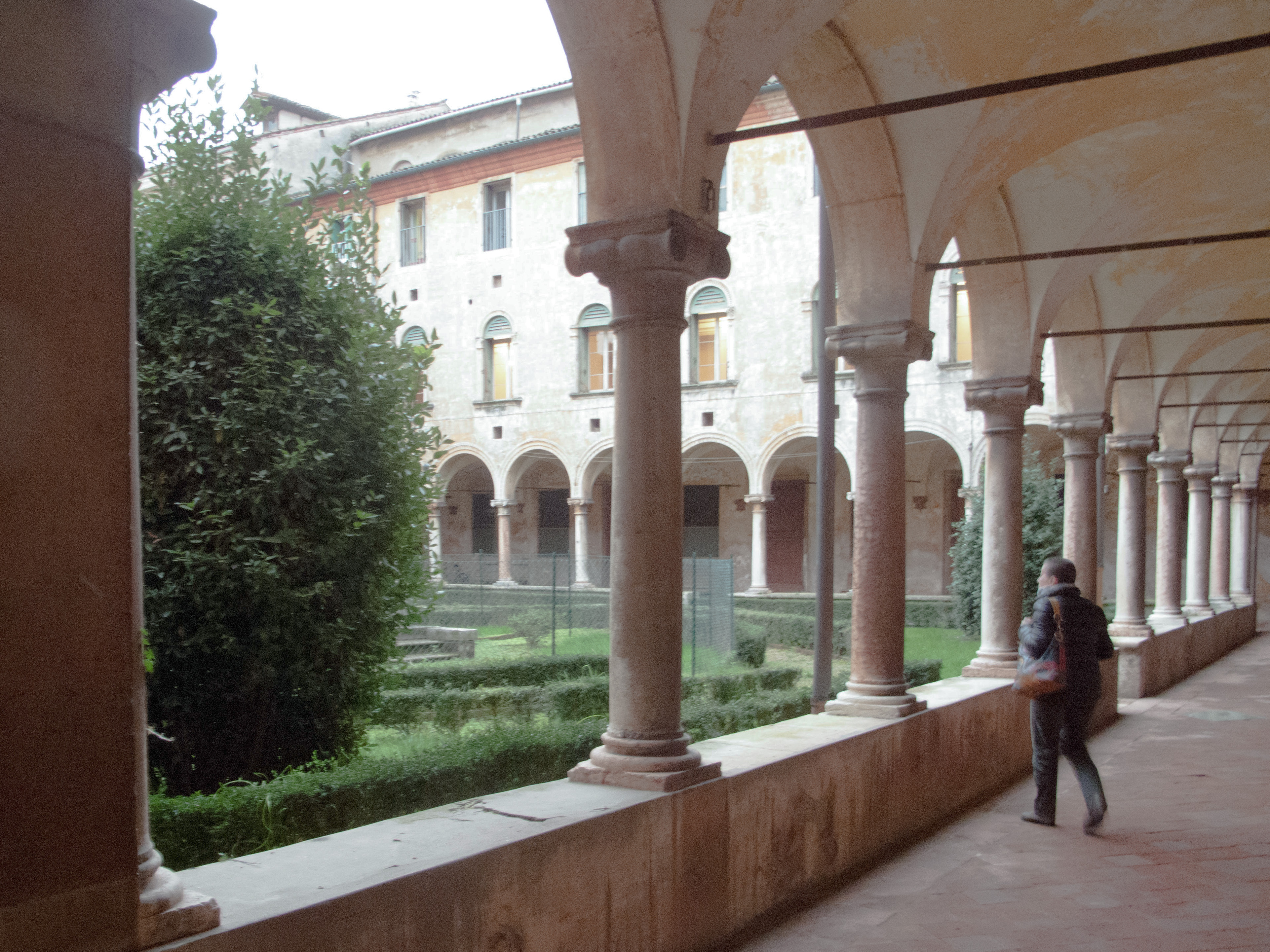
Chiostro
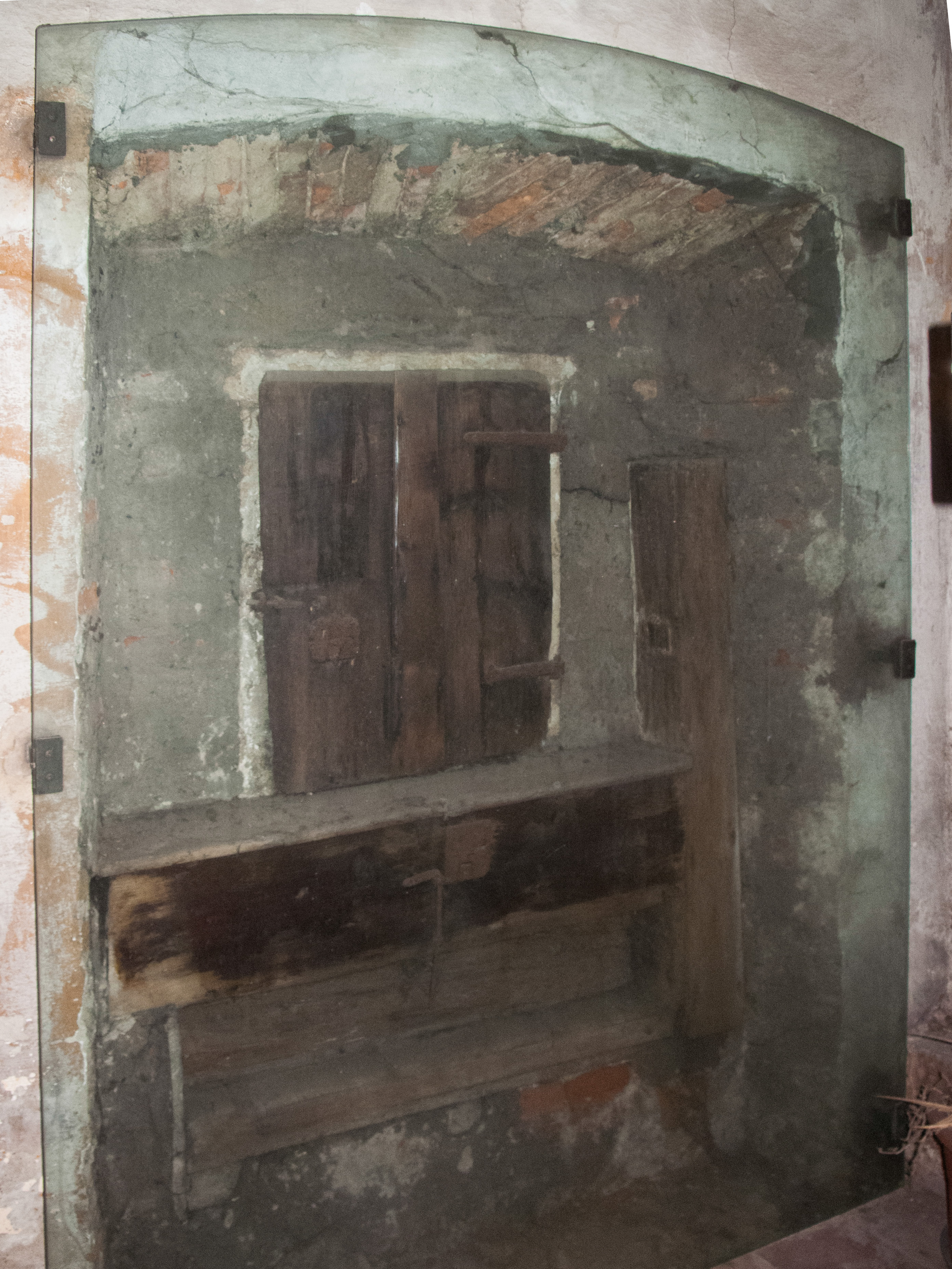
Ruota degli esposti esterna
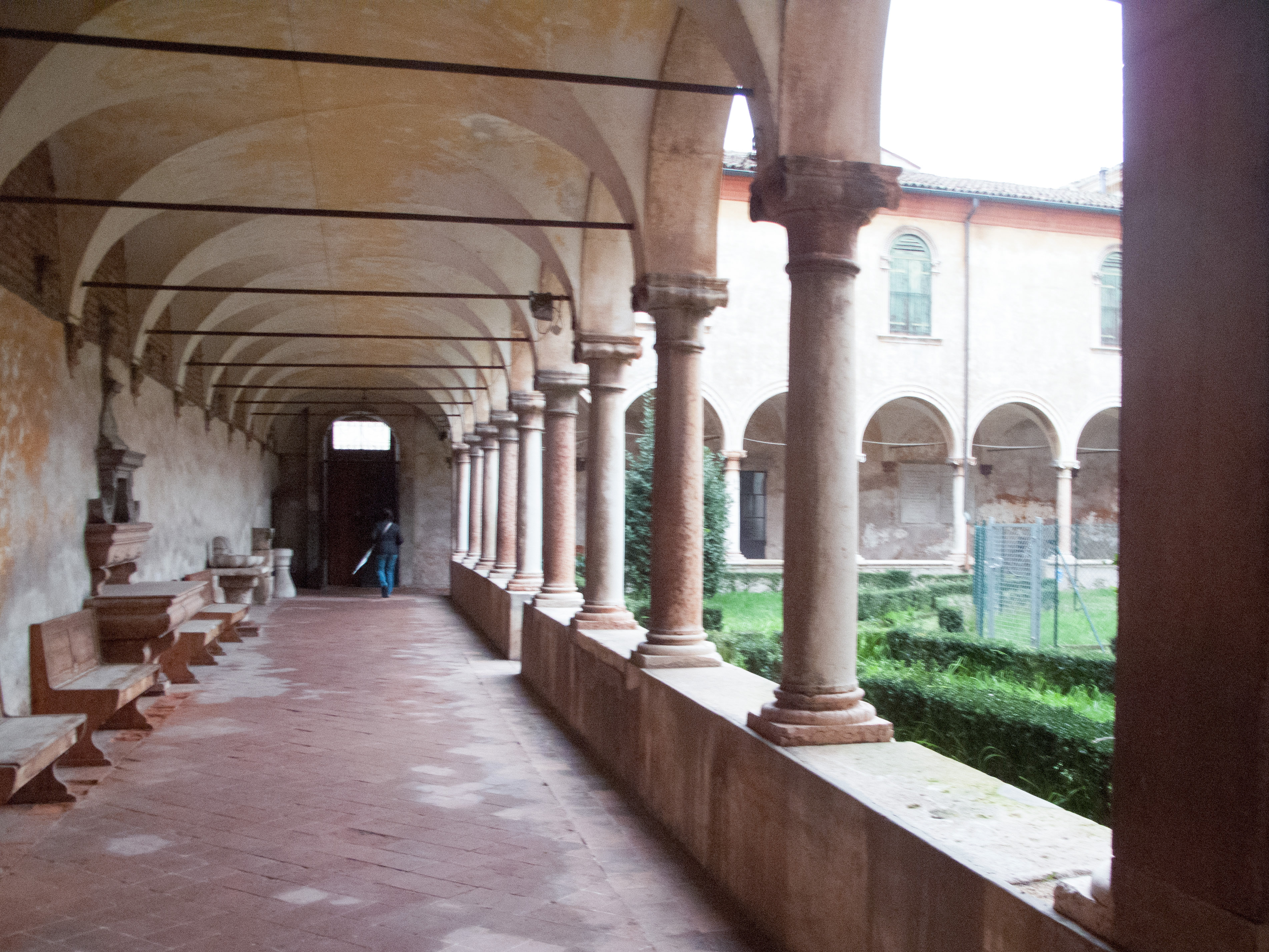
Chiostro